# لويس توسار
لويس توسار (بالإسبانية: Luis Tosar)‏ (و. 1971 – م) هو ممثل، ومنتج أفلام، وموسيقي من إسبانيا .

## روابط خارجية
- لويس توسار على موقع IMDb (الإنجليزية)
- لويس توسار على موقع ألو سيني (الفرنسية)
- لويس توسار على موقع ميوزك برينز (الإنجليزية)
- لويس توسار على موقع تيرنر كلاسيك موفيز (الإنجليزية)
- لويس توسار على موقع أول موفي (الإنجليزية)
- لويس توسار على موقع قاعدة بيانات الأفلام السويدية (السويدية)
- لويس توسار على موقع ديسكوغز (الإنجليزية)
- لويس توسار على موقع قاعدة بيانات الفيلم (الإنجليزية)
- لويس توسار على موقع كينوبويسك (الروسية)